# Phellinus cinereus
Phellinus cinereus är en svampart som beskrevs av Rick. Phellinus cinereus ingår i släktet Phellinus och familjen Hymenochaetaceae.  Artens status i Sverige är: Osäker förekomst. Inga underarter finns listade i Catalogue of Life.